# Таранис
Таранис (Taranis, «Громовержец») — бог грома в кельтской мифологии; считается, что своим именем, иконографией и функциями близок к другим богам-громовникам индоевропейского пантеона. С учётом нехватки письменных источников о нём (и о кельтском пантеоне в целом) существуют различные теории касательно культа, особенностей и религиозных функций Тараниса. Ассоциировался с Юпитером («кельтский Юпитер»).

## Этимология
Имя Таранис переводится как «Громовник», оно родственно др.-ирл. torann — «гром». В теологическом отношении этот бог является персонификацией грома и в ряде посвящений он отождествлялся с римским Юпитером. По мнению кельтологов Кристиан-Жозефа Гюйонварха и Франсуазы Леру: «Таранис своим именем напоминает об „ужасном“ или „устрашающем“ аспекте Юпитера. Он мог соотноситься с военной составляющей власти».
Дальнейшая этимология восходит к пра-и.е. *tṛHon- «гром, бог-громовержец», поскольку кельтский теоним нельзя отделять от имени анатолийского бога-громовержца Тархунта: хетт. dTarhu(nna)-, лув. Tarḫunt-, откуда заимствованы также этрусские имена Тархон и Тарквиний.
Из кельтского заимствована кашубская форма имени громовержца — *taronъ ~ *tъronъ, которая использовалась наряду с исконно-славянским Перун.

## Исторические сведения и характеристика

### Характеристика
Иконографически и функционально Таранис рассматривается как бог, близкий громовнику, имеющий аналогии в других индоевропейских мифологиях (Тор, Перун, Перкунас, Парджанья, Донар и др). Особые кельтские атрибуты этого бога — колесо, которое может быть молнией, а также спираль, видимо, представляющая небесный огонь. В виде «Бога с колесом» его изображения были широко распространены в римской Галлии. Так, бронзовая статуэтка из Шателе (фр. Le Châtelet de Gourzon; Верхняя Марна) изображает обнажённого бородатого мужчину, левая рука которого лежит на колесе, а правая держит греко-римский символ молнии. На правой руке у него висят девять S-образных предметов.
Выделяются также посвящённые ему памятники в форме колонн, которые венчает скульптура Тараниса, попирающего гиганта со змеевидными нижними конечностями. В связи с тем, что подобные памятники географически были наиболее распространены в сельской местности, высказывалось предположение, что так называемые памятники «Юпитера гигантских колонн» принадлежат сельскому культу. Однако их величина и явно значительная материальная стоимость указывают на то, что это был государственный, а не частный культ. Тем не менее, не случайно, что галльский Юпитер упомянут Цезарем только на четвёртом месте в его сравнительном перечислении богов, почитаемых в Галлии.
Друиды, видимо, признавали его могущество, но он не занимал ведущего места в их пантеоне, что показывают и сцены на котле из Гундеструпа. Впрочем, данный памятник несёт и черты искусства фракийцев, а последние также не имели обычая чрезмерного поклонения богу грома. Существует точка зрения[уточнить], что бог с колесом с гундеструпского котла — это бог, который был прототипом галло-римского Юпитера, но не собственно Таранис.
По данным исследователя кельтской культуры Джона Маккалоха, имени Таранис тождественны теонимы Таранукноса и Таранооса, упоминаемые в надписях. Ряд источников рассматривает Тараниса как одну из ипостасей «бога с молотом». По утверждению Маккалоха, культ молота либо топора, служивших первобытным людям оружием и орудием труда, не ограничивался рамками Европы и встречался у разных племён и народов в различных частях света (у кельтов и халдеев, микенцев и полинезийцев и т. д.). Тот же автор отмечает, что, согласно Лукану и некоторым из его комментаторов, Таранис входит в так называемую «всекельтскую триаду», вместе с богами Тевтатом и Эзусом.
Таранису, как и другим кельтским божествам, приносились человеческие жертвы. Примечательно, что способы жертвоприношения могли отличаться, в зависимости от объекта поклонения. Если в честь Тевтата ритуальное убийство совершалось путём удушения, то «посвящение» Таранису проводилось посредством сжигания. Средневековый комментатор текста Лукана сообщает, что Таранис — это Юпитер, выступающий в качестве бога — покровителя войны; ранее ему жертвовали человеческие головы, а теперь — только животных. По свидетельству другого средневекового комментатора, кельты почитают Тараниса, сжигая людей в деревянных чанах.
В кельтских надписях из Далмации и Германии даются его эпитеты в форме Jupiter Taranucus и Taranucnus, которые приблизительно можно передать как «принадлежащий Таранису» или «сын Тараниса». Побочная форма имени бога — Tanaros. Ему посвящена надпись в Честере: «I O M Tanaro», а само это имя очень напоминает имя германского бога Донара (Donar — «громовник»; см. Тор). Вследствие этой параллели Тараниса можно считать богом, который связан с небесным феноменом грома. В таком случае идентификация Тараниса с Юпитером, восходящая к Цезарю, вполне понятна, так как Донара тоже отождествляли с Юпитером. Таким образом, судя по этимологии его имени, Таранис — это кельтский бог неба, оружием и атрибутами которого являются гром и молния.
Из исторических источников известно, что кельты боялись устрашающих проявлений и аспектов грозного бога неба. Этот страх отразился в знаменитом ответе, который послы кельтов адриатического региона дали встретившемуся с ними на Дунае в 335 г. до н. э. Александру Македонскому на вопрос о том, чего они опасаются больше всего на свете: «Мы опасаемся только одного, — ответили кельты, — чтобы небо не упало на нас» (Strabo, VII, 3, 8). Предполагается, что верование о падении небесного свода, видимому, отсылают к какой-то мифологической традиции, точное содержание которого уже установить не представляется возможным. Также в этом отношении чрезвычайный интерес представляет текст клятвы, принесённой кельтами при заключении договорённости с Александром Великим: «Если мы нарушим данное обещание, пусть небо упадет на нас и раздавит, пусть земля разверзнется и поглотит нас, пусть море поднимется и обрушится на нас». Кельтолог Де Жюбенвилль соотносит эту клятву с пассажем из цикла саг «Похищение быка из Куальнге», в варианте представленном в рукописи Лейнстерской книги, где улады уверяют своего короля, который хочет покинуть их, чтобы встретиться с врагом в другом месте: «Небеса у нас над головой, а земля под ногами, и море вокруг. Доколе небо со множеством звёзд не обрушится наземь, доколе голубокрайнее многорыбное море не покроет землю, доколе не разверзнется твердь, ни на шаг не отступим…» По сообщению Павсания, в Дельфах раскаты грома поражали кельтов ужасом и мешали им слушать команды (Paus., X, 23, 2). Учитывая эти античные свидетельства, кельтолог Жозеф Вандри писал: «Естественно, что, опасаясь падения небесного свода, кельты старались умилостивить бога, присутствие которого там проявлялось посредством грома и молнии». Учитывая страх кельтов перед этим божеством, предполагается, что именно поэтому ему приносили кровавые жертвы, о которых сообщают Лукан и его позднейшие комментаторы. Кроме того, с учётом того, что Таранис был хозяином небесного огня, именно огнём, по сообщению одного из комментаторов Лукана, посвящённые ему жертвы сжигались в деревянных чанах. В этом отношении примечательно то, что ужасный, кровавый Таранис Лукана и его комментаторов резко выделяется на фоне представленного в иконографии такого благостного доброго бога, каким был галльский Юпитер. В связи с этим Ян де Фриз считал, что бога с колесом нельзя отождествлять с Таранисом, так как по его мнению — это галльский Юпитер, но не Таранис, а П-М. Дюваль раскрывает взаимосвязь этих богов формулой: Таранис + Юпитер.
Историк религий Мирча Элиаде, который скептически относился к возможности реконструкции кельтского пантеона, дошедшего до нас в интерпретации Юлия Цезаря, писал, что из-за недостатка сведений известный нам кельтский пантеон камуфлирует некую религиозную реальность, лишь частично доступную благодаря сравнению с мифологией и культурой кельтов британских островов. По его мнению, учитывая этимологию и параллели с германским Донаром, вполне вероятно, что колонны Юпитера-гиганта были посвящены именно Таранису. Как замечает Элиаде, в целом учитывая то, что кельтские религиозные воззрения на протяжении длительного времени испытывали на себе средиземноморское, римское (эллинистическое) влияние, чтобы попытаться правильно представить их сложный религиозный комплекс, необходимо помнить как «об упорстве, с которым сохранялись некоторые архаические элементы (в первую очередь, обычаи и верования, связанные с тайнами женственности, судьбы, смерти и загробного мира), так и о постоянной их переоценке — от античности почти до Нового времени».
По мнению Гюйонварха и Леру, в целом галло-римские боги были сильно романизированными кельтскими богами, неспособными, однако, к полной романизации, а компромиссная точка зрения о существовании в галло-римскую эпоху «смешанных» божеств, принадлежавших обеим нациям (кельтской и римской), является ошибочной:
Галло-римский Юпитер, даже называемый Таранисом и снабжённый своим колесом, всё равно оставался Юпитером. Ни одна надпись на памятниках не называла его Таранисом. Ассимиляция постоянно шла в латинско-римскую пользу, наподобие того, что происходит при двуязычии, которое для большинства населения свидетельствует о неком переходном состоянии.
По мнению историка Н. С. Широковой, может оказаться продуктивным сравнение, указывающее на то, что галльский Юпитер и Таранис — всё-таки один и тот же бог, «амбивалентность которого, так свойственная образам древних богов, выражается, по определению Ж. Дюмезиля, в сочетании благостных „митраических“ и ужасных „варунических“ качеств».

## В культуре
- В 2013 году британская система боевых беспилотников, разработанная оборонным производителем BAE Systems, была названа Таранис[13].
- Кельтской мифологии и Таранису посвящена одноимённая песня из альбома Evocation II – Pantheon (2017) швейцарской фолк-метал-группы Eluveitie[14].
- Таранис упоминается в серии комиксов «Астерикс» («Предсказатель», фр. Le Devin, 1972).
- Несколько Black Metal групп назывались в честь Тараниса.